# Fractal Possession
Fractal Possession – siódmy album studyjny austriackiej grupy muzycznej Abigor wydany 2 maja 2007 roku przez wytwórnię End All Life. Stanowisko wokalisty objął Arthur Rosar, zaś za perkusją zasiadł ponownie Thomas Tannenberger.

## Lista utworów
1. „Warning” – 1:53
2. „Project: Shadow” – 5:38
3. „Cold Void Choir” – 6:13
4. „Lairf of Infinite Deparation” – 6:07
5. „3D Blasphemy” – 5:43
6. „The Fire Syndrom” – 5:51
7. „Injection Satan” – 4:25
8. „Libery Rises a Diagonal Flame” – 5:05
9. „Vapourzied Tears”– 5:10
10. „Heaven Unveiled” – 6:39

## Twórcy
- Peter Kubik – gitara
- Thomas Tannenberger – perkusja, gitara, gitara basowa, inżynieria dźwięku
- Arthur Rosar – śpiew
- Boban Milunović – mastering